# رالف حنان
رالف حنان هو محامي وسياسي نيوزيلندي، ولد في 13 يونيو 1909 في إنفركارجل في نيوزيلندا، وتوفي في 24 يوليو 1969 في كيرنز في أستراليا. نشط حزبياً في الحزب الوطني في نيوزيلندا.

## مناصب
- انتخب المدعي العام لنيوزيلندا [الإنجليزية]‏ (12 ديسمبر 1960 – 22 ديسمبر 1969).
- انتخب Minister for Māori Development [الإنجليزية]‏ (12 ديسمبر 1960 – 24 يوليو 1969).
- انتخب وزير الصحة [الإنجليزية]‏ (26 نوفمبر 1954 – 12 ديسمبر 1957).
- انتخب وزير العدل [الإنجليزية]‏ (12 ديسمبر 1960 – 24 يوليو 1969).
- انتخب عضو مجلس النواب النيوزيلندي ‏.